# Storia di un gatto e del topo che diventò suo amico
Storia di un gatto e del topo che diventò suo amico è un romanzo di Luis Sepúlveda del 2012 ambientato nella città tedesca di Monaco di Baviera. È il racconto di come un'amicizia possa essere instaurata e mantenuta a dispetto del pregiudizio e della diversità.

## Trama del libro
A Monaco di  Baviera un gattino di nome Mix e un bambino di nome Max instaurano un profondo legame di amicizia. I due crescono insieme e quando Max diviene un giovane uomo lo porta a vivere con sé, anche se il suo lavoro lo costringe a rimanere molto tempo fuori casa. Mix, nel frattempo diventato vecchio e cieco, trascorre le giornate in solitudine nell'attesa del rientro del suo padrone, facendo la guardia alla dispensa, anche se lui un topo non l'ha mai visto in vita sua.
Un giorno, mentre dorme, sente dei passetti leggeri: è un topo che va dritto dritto a minacciare la sua "fortezza". Con una zampa Mix immobilizza il topino, e anziché ucciderlo, inizia a conversarci ed alla fine acconsente affinché il topo possa mangiare il müesli che a lui tanto piace. Il giorno successivo il topo esterna al gatto la sua tristezza più grande, ovvero quella di non possedere un nome: Mix gli propone il nome Mex, che al topo piace moltissimo. Da quel giorno diventano amici inseparabili. Mix gli permette di avere accesso al cibo e in cambio Mex gli descrive il paesaggio circostante e gli fa compagnia.
Un giorno, sentendosi in colpa perché non sta raccontando al ragazzo tutta la verità, Mix mette al corrente Max della presenza del topo messicano nell'appartamento. Max intuisce subito l'amicizia tra i due, capendo il bisogno che ha Mix di una compagnia, e esclama gioiosamente che da questo momento gli abitanti della casa saranno tre. A seguito, Mex lascerà casa di Mix per continuare a vivere.

## Analisi
IlSepúlveda spiega al termine del racconto di aver avuto da sempre una particolare predilezione per i gatti e di essersi ispirato per questa storia al gatto, che si chiamava effettivamente Mix, di suo figlio Max. Così come nel racconto Storia di una gabbianella e del gatto che le insegnò a volare, nel quale i protagonisti sono un gruppo di gatti che allevano una gabbianella, l'autore anche in questo caso vuole affermare i valori dell'amicizia, della lealtà e della solidarietà e il rifiuto di ogni forma di discriminazione del diverso e del nemico. Già dall'incipit: "Potrei dire che Mix è il gatto di Max, oppure che Max è l'umano di Mix, ma come ci insegna la vita non è giusto che una persona sia padrona di un'altra persona o di un animale, quindi diciamo che Max e Mix, o Mix e Max, si vogliono bene", si coglie una prosa leggera e fiabesca caratterizzata da un anelito di uguaglianza e di libertà. Il tema trattato è profondo, ma al contempo semplice.

## Edizioni
- Luis Sepúlveda, Storia di un gatto e del topo che diventò suo amico, traduzione di Ilide Carmignani, illustrazioni di Simona Mulazzani, collana le Fenici, Guanda, 2012,  p. 82, ISBN 88-235-0333-7, [1].